# Heinz Günthardt
Heinz Günthardt (* 8. Februar 1959 in Zürich) ist ein ehemaliger Schweizer Tennisspieler und -trainer. Er ist seit 2012 Teamchef der Schweizer Fed-Cup-Mannschaft und langjähriger TV-Kommentator.

## Leben
Günthardt, Sohn eines Maschinenbauingenieurs, verliess im Alter von 15 Jahren die Schule, um sich als Berufstennisspieler zu betätigen.
Der Doppelspezialist gewann insgesamt fünf Einzelturniere und 22 Doppelturniere, die meisten davon mit seinem ungarischen Doppelpartner Balázs Taróczy. Mit diesem gewann er 1985 als wichtigsten Sieg das Doppelturnier in Wimbledon. Weitere wichtige Erfolge: Sieg im Doppelturnier der French Open 1981 mit Balázs Taróczy, Siege im gemischten Doppel mit Partnerin Martina Navrátilová bei den French Open 1985 und den US Open 1985. Seine höchste Weltranglistenposition war im Einzel der 22. Platz im Jahr 1986 und der dritte Rang im Doppel im Jahr 1985.
Nach seiner Karriere als Tennisspieler wurde Günthardt Tennistrainer und betreute ab 1992 Steffi Graf bis zum Ende ihrer Laufbahn 1999. Mit seinem Unternehmen Günthardt Tennis hielt er Beteiligungen an Sportgeschäften und Tennisanlagen. Von Februar bis November 2010 trainierte Günthardt die serbische Tennisspielerin Ana Ivanović. Seit Januar 2011 ist Günthardt Berater des Schweizer Tennisverbandes Swiss Tennis. Seit dem 1. März 2012 ist er Teamchef der Schweizer Fed-Cup-Mannschaft. Er erreichte 2021 mit dem Team das Endspiel, 2022 konnte der Cup gewonnen werden.
Von 1985 bis 2021 kommentierte er beim Schweizer Fernsehen Tennisübertragungen, ab 1995 gemeinsam mit Tenniskommentator Stefan Bürer. 2018 gewann das SRF-Duo Bürer/Günthardt den Titel als Sportjournalisten des Jahres des Branchenmagazins Schweizer Journalist. Auch war er Kommentator bei Eurosport. Seit seinem Abschied bei SRF kommentiert er gelegentlich beim Streaming-Sender Tennis Channel.
Günthardt ist seit 1985 mit der Schwedin Cecilia Oegren verheiratet. Er lebt in Schweden, Monaco und der Schweiz. Die beiden haben drei Kinder. Sein Bruder Markus Günthardt ist ehemaliger Tennisspieler und Turnierdirektor.

## Erfolge
| Legende                   |
| Grand Slam (4)            |
| Masters Doubles WCT (3)   |
| ATP Masters Series        |
| Grand Prix (30)           |
| ATP Challenger Series (1) |

| ATP-Titel nach Belag |
| Hartplatz (7)        |
| Sand (19)            |
| Rasen (1)            |
| Teppich (8)          |

### Einzel

#### Turniersiege
| Nr. | Jahr              | Turnier      | Belag       | Finalgegner    | Ergebnis      |
| --- | ----------------- | ------------ | ----------- | -------------- | ------------- |
| 1.  | 6. Februar 1978   | Springfield  | Teppich (i) | Harold Solomon | 6:3, 3:6, 6:2 |
| 2.  | 10. März 1980     | Rotterdam    | Teppich (i) | Gene Mayer     | 6:2, 6:4      |
| 3.  | 7. April 1980     | Johannesburg | Hartplatz   | Victor Amaya   | 6:4, 6:4      |
| 4.  | 7. Juli 1980      | Gstaad       | Sand        | Kim Warwick    | 4:6, 6:4, 7:6 |
| 5.  | 21. November 1983 | Toulouse     | Hartplatz   | Pablo Arraya   | 6:0, 6:2      |

#### Finalteilnahmen
| Nr. | Jahr              | Turnier     | Belag     | Finalgegner     | Ergebnis           |
| --- | ----------------- | ----------- | --------- | --------------- | ------------------ |
| 1.  | 20. Juli 1981     | Hilversum   | Sand      | Balázs Taróczy  | 3:6, 7:6, 4:6      |
| 2.  | 12. Juli 1982     | Zell am See | Sand      | José Luis Clerc | 0:6, 6:3, 2:6, 1:6 |
| 3.  | 11. Juli 1983     | Stuttgart   | Sand      | José Higueras   | 1:6, 1:6, 6:7      |
| 4.  | 19. November 1984 | Toulouse    | Hartplatz | Mark Dickson    | 6:7, 4:6           |

### Doppel

#### Turniersiege

##### ATP Tour
| Nr. | Jahr               | Turnier                 | Belag         | Doppelpartner     | Finalgegner                        | Ergebnis                |
| --- | ------------------ | ----------------------- | ------------- | ----------------- | ---------------------------------- | ----------------------- |
| 1.  | 22. April 1979     | Johannesburg            | Hartplatz     | Colin Dowdeswell  | Raymond Moore Ilie Năstase         | 6:3, 7:6                |
| 2.  | 22. Juli 1979      | Båstad (1)              | Sand          | Bob Hewitt        | Mark Edmondson John Marks          | 6:2, 6:2                |
| 3.  | 29. Juli 1979      | Kitzbühel (1)           | Sand          | Željko Franulović | Dick Crealy Antonio Zugarelli      | 6:2, 6:4                |
| 4.  | 25. Mai 1980       | München                 | Hartplatz     | Bob Hewitt        | David Carter Chris Lewis           | 7:6, 6:1                |
| 5.  | 20. Juli 1980      | Båstad (2)              | Sand          | Markus Günthardt  | John Feaver Peter McNamara         | 6:4, 6:4                |
| 6.  | 9. November 1980   | Stockholm               | Teppich       | Paul McNamee      | Bob Lutz Stan Smith                | 6:7, 6:3, 6:2           |
| 7.  | 19. April 1981     | Monte Carlo             | Sand          | Balázs Taróczy    | Pavel Složil Tomáš Šmíd            | 6:3, 6:3                |
| 8.  | 7. Juni 1981       | French Open             | Sand          | Balázs Taróczy    | Terry Moor Eliot Teltscher         | 6:2, 7:6, 6:3           |
| 9.  | 12. Juli 1981      | Gstaad (1)              | Sand          | Markus Günthardt  | David Carter Paul Kronk            | 6:4, 6:1                |
| 10. | 26. Juli 1981      | Hilversum (1)           | Sand          | Balázs Taróczy    | Raymond Moore Andrew Pattison      | 6:0, 6:2                |
| 11. | 2. August 1981     | North Conway            | Sand          | Peter McNamara    | Pavel Složil Ferdi Taygan          | 7:5, 6:4                |
| 12. | 20. September 1981 | The Woodlands           | Sand          | Peter McNamara    | Bob Lutz Stan Smith                | 7:6, 3:6, 7:6, 5:7, 6:4 |
| 13. | 27. September 1981 | Genf                    | Sand          | Balázs Taróczy    | Pavel Složil Tomáš Šmíd            | 6:4, 3:6, 6:2           |
| 14. | 25. Oktober 1981   | Tokio                   | Sand          | Balázs Taróczy    | Larry Stefanki Robert Van’t Hof    | 3:6, 6:2, 6:1           |
| 15. | 10. Januar 1982    | WCT Doubles Finals      | Teppich (i)   | Balázs Taróczy    | Kevin Curren Steve Denton          | 6:7, 6:3, 7:5, 6:4      |
| 16. | 28. März 1982      | Mailand (1)             | Teppich       | Peter McNamara    | Mark Edmondson Sherwood Stewart    | 7:6, 7:6                |
| 17. | 23. Mai 1982       | Rom                     | Sand          | Balázs Taróczy    | Wojciech Fibak John Fitzgerald     | 6:4, 4:6, 6:3           |
| 18. | 9. Januar 1983     | WCT Doubles Finals (2)  | Teppich (i)   | Balázs Taróczy    | Brian Gottfried Raúl Ramírez       | 6:3, 7:5, 7:6           |
| 19. | 13. März 1983      | Brüssel                 | Hartplatz (i) | Balázs Taróczy    | Hans Simonsson Mats Wilander       | 6:2, 6:4                |
| 20. | 3. April 1983      | Monte Carlo             | Sand          | Balázs Taróczy    | Henri Leconte Yannick Noah         | 6:2, 6:4                |
| 21. | 1. Mai 1983        | Madrid                  | Sand          | Pavel Složil      | Markus Günthardt Zoltán Kuhárszky  | 6:3, 6:3                |
| 22. | 15. Mai 1983       | Hamburg                 | Sand          | Balázs Taróczy    | Mark Edmondson Brian Gottfried     | 7:6, 4:6, 6:4           |
| 23. | 24. Juli 1983      | Hilversum (2)           | Sand          | Balázs Taróczy    | Jan Kodeš Tomáš Šmíd               | 3:6, 6:2, 6:3           |
| 24. | 27. November 1983  | Toulouse                | Hartplatz (i) | Pavel Složil      | Bernard Mitton Butch Walts         | 5:7, 7:5, 6:4           |
| 25. | 15. Juli 1984      | Gstaad (2)              | Sand          | Markus Günthardt  | Givaldo Barbosa João Soares        | 6:4, 3:6, 7:6           |
| 26. | 24. Februar 1985   | La Quinta               | Hartplatz     | Balázs Taróczy    | Ken Flach Robert Seguso            | 3:6, 7:6, 6:3           |
| 27. | 31. März 1985      | Mailand (2)             | Teppich (i)   | Anders Järryd     | Broderick Dyke Wally Masur         | 6:2, 6:1                |
| 28. | 7. Juli 1985       | Wimbledon Championships | Rasen         | Balázs Taróczy    | Pat Cash John Fitzgerald           | 6:4, 6:3, 4:6, 6:3      |
| 29. | 12. Januar 1986    | WCT Doubles Finals (3)  | Teppich (i)   | Balázs Taróczy    | Paul Annacone Christo van Rensburg | 6:4, 1:6, 7:6, 6:7, 6:4 |
| 30. | 10. August 1986    | Kitzbühel (2)           | Sand          | Tomáš Šmíd        | Hans Gildemeister Andrés Gómez     | 4:6, 6:3, 7:6           |

##### Challenger Tour
| Nr. | Datum         | Turnier | Belag | Partner        | Finalgegner               | Ergebnis |
| --- | ------------- | ------- | ----- | -------------- | ------------------------- | -------- |
| 1.  | 31. Juli 1983 | Neu-Ulm | Sand  | Balázs Taróczy | Andrew Jarrett Nick Brown | 6:2, 6:4 |

#### Finalteilnahmen
| Nr. | Jahr               | Turnier                     | Belag         | Doppelpartner    | Finalgegner                      | Ergebnis           |
| --- | ------------------ | --------------------------- | ------------- | ---------------- | -------------------------------- | ------------------ |
| 1.  | 20. August 1978    | Toronto (1)                 | Sand          | Colin Dowdeswell | Wojciech Fibak Marty Riessen     | 3:6, 6:7           |
| 2.  | 27. August 1978    | Boston (1)                  | Sand          | Van Winitsky     | Víctor Pecci Balázs Taróczy      | 3:6, 6:3, 1:6      |
| 3.  | 6. August 1979     | Rotterdam                   | Teppich (i)   | Bernard Mitton   | Peter Fleming John McEnroe       | 4:6, 4:6           |
| 4.  | 19. August 1979    | Toronto (2)                 | Hartplatz     | Bob Hewitt       | Peter Fleming John McEnroe       | 7:6, 6:7, 1:6      |
| 5.  | 26. August 1979    | Boston (2)                  | Sand          | Pavel Složil     | Syd Ball Kim Warwick             | 6:4, 4:6, 4:6      |
| 6.  | 4. November 1979   | Köln                        | Hartplatz (i) | Pavel Složil     | Gene Mayer Stan Smith            | 3:6, 4:6           |
| 7.  | 18. Februar 1980   | Denver                      | Teppich (i)   | Wojciech Fibak   | Kevon Curren Steve Denton        | 5:7, 2:6           |
| 8.  | 13. April 1980     | Johannesburg                | Hartplatz     | Colin Dowdeswell | Bob Hewitt Frew McMillan         | 4:6, 3:6           |
| 9.  | 17. August 1980    | Toronto (3)                 | Hartplatz     | Sandy Mayer      | Bruce Manson Brian Teacher       | 3:6, 6:3, 4:6      |
| 10. | 28. September 1980 | Genf                        | Sand          | Markus Günthardt | Željko Franulović Balázs Taróczy | 4:6, 6:4, 4:6      |
| 11. | 26. Oktober 1980   | Wien (1)                    | Hartplatz (i) | Pavel Složil     | Stan Smith Bob Lutz              | 1:6, 2:6           |
| 12. | 30. November 1980  | Johannesburg                | Hartplatz     | Paul McNamee     | Bob Lutz Stan Smith              | 7:6, 3:6, 4:6      |
| 13. | 13. September 1981 | US Open                     | Hartplatz     | Peter McNamara   | Peter Fleming John McEnroe       | kampflos           |
| 14. | 4. Oktober 1981    | Madrid                      | Sand          | Tomáš Šmíd       | Hans Gildemeister Andrés Gómez   | 5:7, 2:6           |
| 15. | 19. Oktober 1981   | Tokio Indoor                | Teppich (i)   | Balázs Taróczy   | Victor Amaya Hank Pfister        | 4:6, 2:6           |
| 16. | 28. Februar 1982   | Kairo                       | Sand          | Markus Günthardt | Drew Gitlin Jim Gurfein          | 4:6, 5:7           |
| 17. | 2. Mai 1982        | Madrid (2)                  | Sand          | Balázs Taróczy   | Pavel Složil Tomáš Šmíd          | 1:6, 6:3, 7:9      |
| 18. | 11. Juli 1982      | Gstaad                      | Sand          | Markus Günthardt | Sandy Mayer Ferdi Taygan         | 2:6, 3:6           |
| 19. | 25. Juli 1982      | Hilversum (2)               | Sand          | Balázs Taróczy   | Jan Kodeš Tomáš Šmíd             | 6:7, 4:6           |
| 20. | 14. November 1982  | Wembley                     | Teppich (i)   | Tomáš Šmíd       | Peter Fleming John McEnroe       | 2:6, 3:6           |
| 21. | 20. März 1983      | München                     | Teppich (i)   | Balázs Taróczy   | Kevin Curren Steve Denton        | 5:7, 6:2, 1:6      |
| 22. | 24. April 1983     | Bournemouth                 | Sand          | Balázs Taróczy   | Tomáš Šmíd Sherwood Stewart      | 6:7, 5:7           |
| 23. | 12. Februar 1984   | Memphis                     | Teppich (i)   | Tomáš Šmíd       | Fritz Buehning Peter Fleming     | 3:6, 0:6           |
| 24. | 13. Mai 1984       | Hamburg (1)                 | Sand          | Balázs Taróczy   | Stefan Edberg Anders Järryd      | 3:6, 1:6           |
| 25. | 12. August 1984    | Indianapolis                | Sand          | Balázs Taróczy   | Ken Flach Robert Seguso          | 6:7, 5:7           |
| 26. | 28. Oktober 1984   | Wien (2)                    | Hartplatz (i) | Balázs Taróczy   | Wojciech Fibak Sandy Mayer       | 4:6, 4:6           |
| 27. | 7. Januar 1985     | WCT Doubles Finals (London) | Teppich (i)   | Balázs Taróczy   | Ken Flach Robert Seguso          | 3:6, 6:3, 3:6, 0:6 |
| 28. | 5. Mai 1985        | Hamburg (2)                 | Sand          | Balázs Taróczy   | Hans Gildemeister Andrés Gómez   | 6:1, 6:7, 4:6      |
| 29. | 17. April 1988     | Nizza (1)                   | Sand          | Diego Nargiso    | Henri Leconte Guy Forget         | 6:4, 3:6, 4:6      |
| 30. | 19. Februar 1989   | Mailand                     | Teppich (i)   | Balázs Taróczy   | Jakob Hlasek John McEnroe        | 3:6, 4:6           |
| 31. | 23. April 1989     | Nizza (2)                   | Sand          | Balázs Taróczy   | Ricki Osterthun Udo Riglewski    | 6:7, 7:6, 1:6      |

### Mixed

#### Turniersiege
| Nr. | Jahr              | Turnier     | Belag     | Doppelpartnerin     | Finalgegner                      | Ergebnis      |
| --- | ----------------- | ----------- | --------- | ------------------- | -------------------------------- | ------------- |
| 1.  | 9. Juni 1985      | French Open | Sand      | Martina Navratilova | Francisco González Paula Smith   | 2:6, 6:3, 6:2 |
| 2.  | 8. September 1985 | US Open     | Hartplatz | Martina Navratilova | John Fitzgerald Elizabeth Smylie | 6:3, 6:4      |

#### Finalteilnahmen
| Nr. | Jahr         | Turnier                 | Belag | Doppelpartnerin     | Finalgegner            | Ergebnis  |
| --- | ------------ | ----------------------- | ----- | ------------------- | ---------------------- | --------- |
| 1.  | 6. Juli 1986 | Wimbledon Championships | Rasen | Martina Navratilova | Ken Flach Kathy Jordan | 3:6, 6:77 |